# Монтес-де-Оро (кантон)
Монтес-де-Оро (исп. Montes de Oro) — кантон в провинции Пунтаренас Коста-Рики.

## География
Находится на севере провинции. Граничит на востоке с провинцией Алахуэла. Административный центр — Мирамар.
Часовой пояс — Южное полушарие UTC−6 («Центральноамериканское время»).

## Округа
Кантон разделён на 3 округа:
1. Мирамар
2. Ла-Уньон
3. Сан-Исидро